# Anatoli Wladimirowitsch Fedotow
Anatoli Wladimirowitsch Fedotow (russisch Анатолий Владимирович Федотов; * 11. Mai 1966 in Saratow, Russische SFSR) ist ein ehemaliger russischer Eishockeyspieler, der während seiner aktiven Laufbahn unter anderem vier NHL-Spiele für die Winnipeg Jets und Mighty Ducks of Anaheim in der National Hockey League absolvierte und mit der sowjetischen Nationalmannschaft auf Juniorenebene äußerst erfolgreich war.

## Karriere
Anatoli Fedotow spielte zunächst ab der Saison 1982/83 in seiner Geburtsstadt Saratow für deren Eishockeymannschaft Kristall Saratow in der zweitklassigen Perwaja Liga und verfehlte hierbei in den ersten beiden Spielzeiten mit dem Team jeweils knapp den Aufstieg in die Wysschaja Liga. Sein Debüt in der höchsten sowjetischen Spielklasse gab der Verteidiger schließlich während der Saison 1985/86 in Diensten des HK Dynamo Moskau. Nachdem der Moskauer Armeeverein HK ZSKA Moskau die Liga dominiert und zwischen 1977 und 1989 dreizehn sowjetische Meisterschaften in Folge errungen hatte, gelang es Fedotow mit Dynamo zum Saisonende 1989/90 diese Serie zu beenden und mit der Mannschaft den dritten sowjetischen Titel, der erste seit 1954, zu gewinnen. Nachdem er in der folgenden Spielzeit, in der Dynamo erneut den sowjetischen Meistertitel gewann, inaktiv war, unterschrieb der Verteidiger im Juli 1991 einen Kontrakt bei den Winnipeg Jets mit Gültigkeit für die American Hockey League.
Für die folgende Saison kehrte er zum HK Dynamo Moskau zurück. Fedotow debütierte schließlich im Verlauf der Spielzeit 1992/93 für die Winnipeg Jets in der National Hockey League. Bei seinem einzigen Einsatz überhaupt für die Jets verbuchte der Verteidiger zwei Torvorlagen. Die restliche Zeit der Saison verbrachte der Linksschütze bei deren AHL-Farmteam, den Moncton Hawks. Anschließend entschied die National Hockey League, dass sich die Winnipeg Jets regelwidrig die Dienste Fedotows gesichert hatten und demnach keinen Rechtsanspruch auf seine NHL-Rechte hätten. In der Folge wurde der Russe beim NHL Entry Draft 1993 verfügbar und in der zehnten Runde an insgesamt 238. Position von den Mighty Ducks of Anaheim ausgewählt. Dies stellte ein Novum in der Geschichte der National Hockey League dar, dass ein Spieler bereits in einem regulären NHL-Spiel auf dem Eis gestanden war, bevor er beim NHL Entry Draft ausgewählt worden war.
Für die Kalifornier bestritt er in zwei Saisons drei punkt- und straflose NHL-Spiele und agierte ansonsten im Farmteam bei den San Diego Gulls in der International Hockey League. Für die Saison 1995/96 heuerte Fedotow beim japanischen Erstligisten Shin Ōji Seishi Ice Hockey Bu an. Diesen verließ der Verteidiger nach einem Spieljahr in Richtung Europa und absolvierte danach jeweils eine Spielzeit im Trikot von Tappara Tampere in der finnischen SM-liiga und beim schwedischen HV71 Jönköping mit Ligabetrieb in der Elitserien. Von 1998 bis 2000 stand der Russe erneut für seinen japanischen Ex-Verein aus Tomakomai auf dem Eis, bevor Fedotow während der Saison 2000/01 seine aktive Laufbahn in seinem Heimatland bei Witjas Podolsk und Molot-Prikamje Perm ausklingen ließ.

### International
Für die Sowjetunion nahm Fedotow auf Juniorenebene an den U18-Junioren-Europameisterschaften 1983 und 1984 sowie den Junioren-Weltmeisterschaften 1985 und 1986 teil. Hierbei gewann Fedotow an allen vier Junioren-Turnieren Edelmetall; nach den beiden Goldmedaillengewinnen an den U18-Junioren-Europameisterschaften sicherte sich der Defensivakteur bei seinem ersten Junioren-Weltmeisterschaftsturnier im Kalenderjahr 1985 eine Bronzemedaille und durfte sich ein Jahr später bei der erneuten Turnierauflage durch den souveränen Turniersieg der Sowjetunion ein weiteres Mal mit der Goldmedaille schmücken. Mit einem Torerfolg und fünf Vorlagen bei der Turnierauflage von 1986 absolvierte Fedotow seine bis dato statistisch erfolgreichste Junioren-Weltmeisterschaft.
Die Seniorenauswahl der Sowjetunion vertrat der Verteidiger beim Canada Cup 1987. Das Turnier, welches spielerisch als einer der besten Auflagen galt, endete mit einem knappen Erfolg der Kanadier. Für Russland stand der Linksschütze bei der Weltmeisterschaft 1997 auf dem Eis. Mit je zwei Toren und Assists war Fedotow punktbester russischer Verteidiger, verfehlte jedoch einen Medaillenrang.

## Erfolge und Auszeichnungen
- 1990 Sowjetischer Meister mit dem HK Dynamo Moskau

### International
- 1983 Goldmedaille bei der U18-Junioren-Europameisterschaft
- 1984 Goldmedaille bei der U18-Junioren-Europameisterschaft
- 1985 Bronzemedaille bei der Junioren-Weltmeisterschaft
- 1986 Goldmedaille bei der Junioren-Weltmeisterschaft
- 1987 Silbermedaille beim Canada Cup